# 黎丹
黎丹（1871年—1938年），字雨民，號无我，湖南省湘潭人，马麒、马麟幕僚，中華民國西宁道道尹，监察院委员。

## 生平
黎丹為清代云贵总督黎培敬之孫，黎锦缨之子。1897年，黎丹考取副贡生，先后在江西巡抚夏午诒幕府主办文案、湖南都督譚延闓手下任书记官。譚延闓是黎丹的表弟。辛亥革命后任甘肃都督趙惟熙秘书時与马麒相识，此後，成為马麒幕僚。日後黎丹為寧海軍招揽和举荐一批优秀人才，如周希武、朱繡、喜饶嘉措等。
1913年到1926年，在马麒的支持下，黎丹任西宁道道尹长達十二年。
1914年黎丹主笔拟定马麒向甘肃都督张广建和北洋政府的呈请书以〈速收玉树为他日恢复卫藏之计力陈当局〉一文，提出将玉树二十五族之地从川边收归甘边管辖，作为保障青海的西南防线，并建议派员前往玉树地区勘查甘川边界事务。
1919年英國再次催北洋政府，要求解决西藏问题。北洋政府於9月5日“歌电”与西藏毗连各省区，提出“将昆仑山以南，当拉岭以北作为内藏，中国不设官，不驻兵”为答复英方条件征询各省意见。此电发出后，马麒即与黎丹等都认为此乃丧权辱国的条件，故由黎丹、周希武等人起草“艳电”驳斥。黎丹认为西藏问题关键在于争取当时亲英的十三世达赖喇嘛，建议马麒通过甘肃督军张广建，派出以朱繡、李仲莲为首，藏传佛教宁玛派喇嘛古朗仓、格鲁派喇嘛拉卜仓等人组成代表团赴拉萨，成功迫使北洋政府终止与英国对西藏问题的谈判。
1926年，冯玉祥在剪除镇守天水的孔繁锦、镇守平凉的张兆钾後，趁势撤销马麒的青海蒙番宣慰使、甘州镇守使官职，并以国民军师长赵席聘替代河州镇守使裴建中。当时马麒处境危殆，疑虑重重，致使力主欢迎国民军入青的周希武、朱繡等人，遭其杀害。为马麒保存势力，黎丹主动让马麒提请冯玉祥派员接替自己西宁道道尹一职，冯玉祥便派林竞为西宁行政长官。而黎丹隐退到南京，潜心研究藏传佛教。
之後，国民军东调参加冯、蒋的中原大战，青海省遂脱离国民军控制。1930年，任青海省主席的马麒請黎丹再次来青海任职，委任为青海省政府委员兼秘书长。1931年8月，马麒病故，黎丹拥戴其弟马麟继任，仍襄赞政务。
青藏战争時，1932年3月，藏军以尕旦寺事件为由，调兵四千余人，以克米色代本为前敌总指挥，袭击玉树县苏尔莽部落，并迅速包围结古，切断玉树通往西宁的交通线。黎丹帮助马麟制定一系列应战。
马麟对省政府要事多与黎丹商洽处理，让姪子马步芳专心料理军事。但马步芳恼恨地對马麟说：“阿大还和我商量省政府的公事哩？你竟和黎雨民把我隔起来了，看你隔到几时？”黎丹鉴于朱繡、周希武的下場，遂辞职。1933年，经第九世班禅和邵力子等支持，黎丹当选为国民政府监察院委员，后由南京返西宁，于1934年组成西藏巡礼团，前往拉萨，探讨藏文经典。
1938年病逝湖南。